# جيمس لويس
جيمس لويس (بالإنجليزية: James Lewis)‏ هو سياسي أمريكي، ولد في 26 ديسمبر 1930 في الولايات المتحدة، وتوفي في 9 يونيو 2016 في نفس البلد. حزبياً، نشط في الحزب الديمقراطي. وقد انتخب عضو مجلس ولاية إنديانا.